# Fuero de Avilés
El Fuero de Avilés es el documento escrito en idioma asturiano más antiguo del que se tiene noticia. Fue otorgado en 1085 por Alfonso VI, rey de León a la ciudad Avilés, donde ya existía una población desde tiempos romanos. El fuero de Avilés le da categoría de villa de realengo y a lo largo de la Edad Media apoyará siempre a la Corona, a quien paga impuestos. Avilés no fue nunca feudo ni tuvo otro tribunal competente que los que dependían directamente del Rey. El fuero fue posteriormente confirmado por el nieto de Alfonso VI, Alfonso VII de León, en 1155, significando el nacimiento de la ciudad de Avilés en calidad de villa.
Es, tras la ratificación del fuero, que confiere a la ciudad derechos tanto económicos, comerciales como políticos, cuando se edifica la muralla. Con el impulso de su nuevo estatus, la ciudad se convierte en la segunda en tamaño e importancia de Asturias y su puerto, merced a los favores comerciales en uno de los más importantes del Atlántico europeo.
Hoy en día se conservan diferentes copias del texto. El ayuntamiento de Avilés ya guardaba una copia con fecha de 1289 cuando en 2009 recuperaron una antigua copia que ya había pertenecido al archivo municipal, la que está fechada en 1155 y es considerada como el ejemplar más antiguo de cualquier documento hoy conservado en Asturias.
Durante mucho tiempo se pensó que era un documento escrito en romance castellano, llegando a ser proclamado durante el siglo xix como «el primer documento escrito en romance castellano, con fecha segura y de carácter indudablemente genuino».